# Monestir de Ktuts
El monestir de Ktuts (armeni: Կտուց վանք, Ktuts vank) és un monestir armeni situat fora de les fronteres armènies, a Turquia (província de Van, antiga Baspracània), sobre l'illa de Ktuts, propera a la riba oriental del llac Van.
L'edifici té un origen incert, encara que al segle xv es va registrar la seua existència (especialment pel seu scriptorium) i va ser reconstruït al segle xviii. Més tard, va servir de refugi durant les massacres hamidianes de 1894-1896, abans de ser abandonat després del genocidi armeni de 1915-1916. Actualment, només es conserva l'església de Sourp Karapet («Sant Joan el Precursor») i el gavit. Pot ser visitat si es lloga una embarcació des de la ciutat de Van a Turquia.

## Ubicació geogràfica
El monestir està situat sobre una de les quatre (en un altre temps, set) illes del llac Van: l'illa de Ktuts («bec», actual Çarpanak), prop de la riba oriental del llac, a 1,5 quilòmetres d'un promontori. Així doncs, avui dia l'illa forma part de la província de Van (regió d'Anatòlia Oriental), a la zona oriental de Turquia, a 25 quilòmetres al nord-oest de la ciutat de Van; no obstant això, històricament, el complex ha estat situat al cantó d'Arberani a la província de Baspracània, una de les quinze províncies històriques d'Armènia, segons el geògraf del segle vii, Anania Shirakatsi.

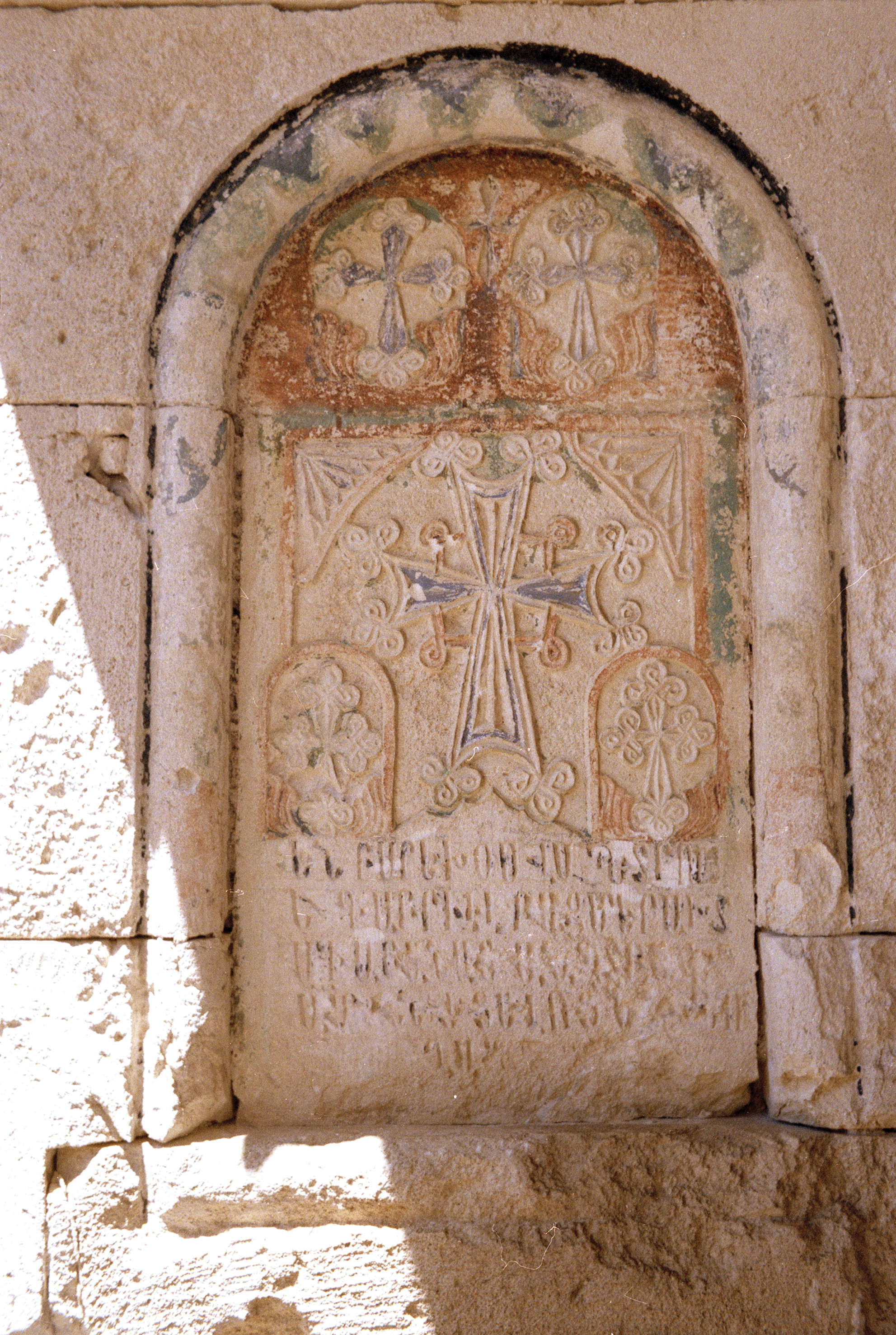
Creu de pedra armènia,.

Segons la tradició, el monestir hauria sigut fundat al segle iv per sant Gregori l'Il·luminador a la seua tornada de Roma, qui hauria deixat una relíquia de sant Joan Baptista, per la qual es va fabricar posteriorment un reliquiari, conservat actualment pel Patriarcat Armeni de Jerusalem; no obstant això, la primera referència registrada sobre el monestir data del segle xv, període durant el qual es va distingir pel seu scriptorium, alguns dels rars manuscrits del qual es troben avui dia preservats al Matenadaran d'Erevan.
Probablement, el monestir va ser destruït pel terratrèmol de 1648, abans de ser reconstruït al segle xviii gràcies al finançament dels habitants de la ciutat de Baghesh (actual Bitlis). Es va convertir llavors en una de les dues seus de la diòcesi de Lim i Ktuts i va servir com a ermita, però també com a lloc de descans. Durant les massacres hamidianes de 1894-1896, va rebre l'afluència de nombrosos refugiats; situació que no va tornar a esdevenir amb el genocidi armeni de 1915-1916, doncs, en aquesta ocasió, l'accés a l'illa va estar custodiat per gendarmes.
Des d'aleshores, el monestir es troba abandonat i no queda d'ell més que l'església i el seu gavit. Pot ser visitat per mitjà d'una embarcació llogada a Van. El sotsgovernador de la província de Van va anunciar en febrer de 2010 una futura restauració del monestir.

## Edificis

### Sourp Karapet

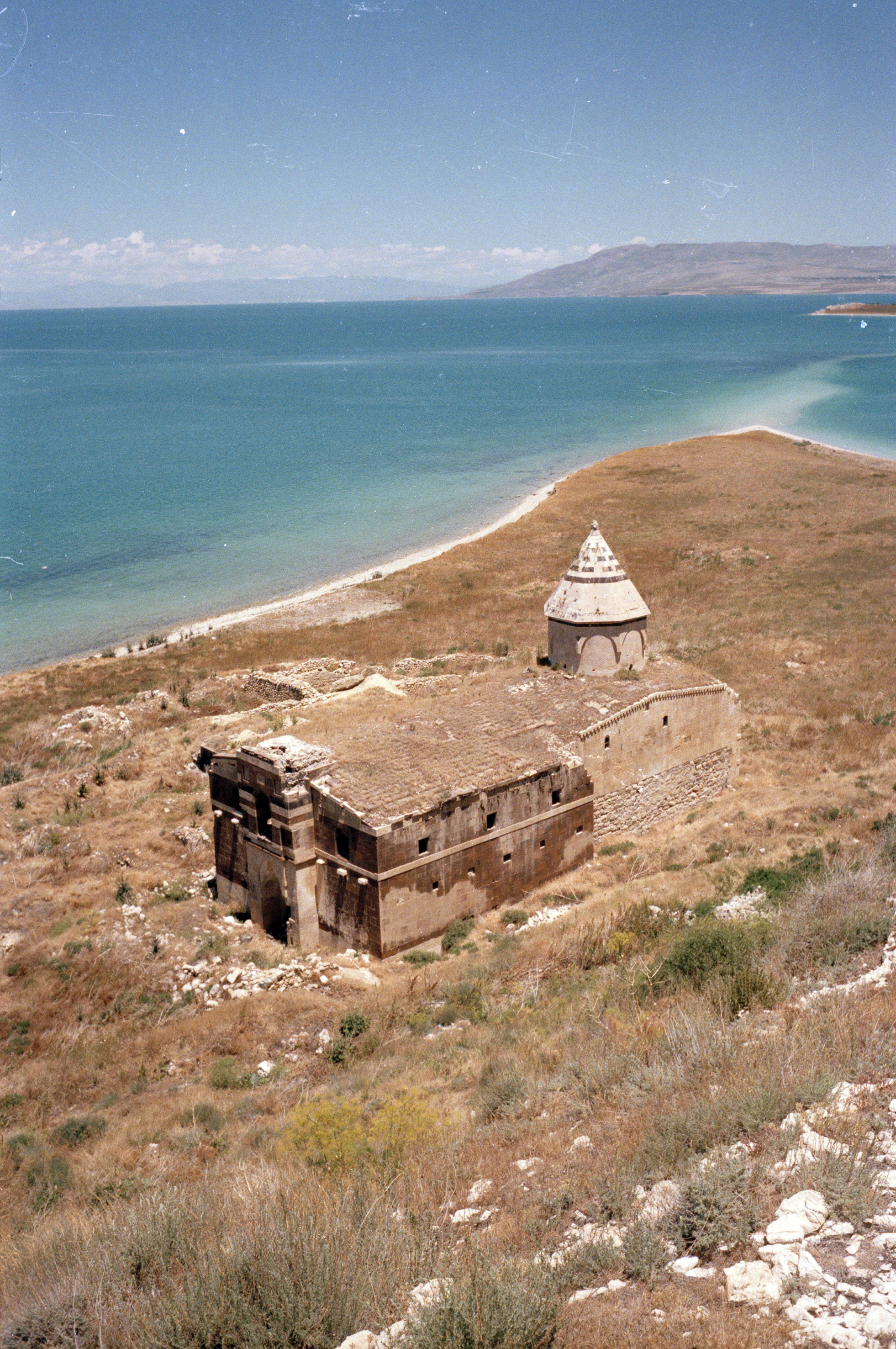
Vista des del sud-oest (gavit a l'esquerra, Sourp Karapet a la dreta).

Erigit en 1712-1713, Sourp Karapet («Sant Joan el Precursor»), també anomenat Sourp Hovhannes («Sant Joan»), va ser obra de l'arquitecte Khoshkhabar. Aquesta creu inscrita sobre dos suports occidentals lliures, dotada d'un absis pentagonal, està coberta per arcs sostinguts per mitjà de petxines, un tambor cilíndric en la seua part inferior, però octogonal en la seua part superior, amb una cúpula piramidal. La part occidental està coberta per nervadures que suporten una xicoteta cúpula dotada d'un erdik (tipus local de llanterna). L'interior està decorat amb fornícules i l'exterior es distingeix per la seua façana oriental a dues bandes horitzontals i la banda vertical que envolta una finestra, a tres medallons en creu i a dues files de khatchkars; mentre que el portal occidental està cimbrat amb estalactites i espirals rojos i verds.

### Gavit
L'església està precedida a l'oest per un gavit de toba volcànica negra en quatre columnes i nou sostres suportats per arcs, en un altre temps adornats amb frescos a l'interior. Aquest mateix és precedit a l'oest per un rafal per a un campanar, el primer nivell del qual està compost per un nínxol d'estalactites que enquadren el portal, mentre que el segon nivell està ocupat per un finestral que estava coronat per una llanterna que avui dia ha desaparegut.

### Altres construccions
La cantonada nord-est del gavit dona accés a una capella dels Sants Arcàngels i a una biblioteca, ambdues en ruïnes.
Finalment, el lloc del monestir és completat per un cementiri i zones residencials, avui destruïdes.